# Tabeirós – Terra de Montes
Tabeirós – Terra de Montes è una comarca della Spagna, situata nella comunità autonoma di Galizia ed in particolare nella provincia di Pontevedra.